# Priorat St-Médard

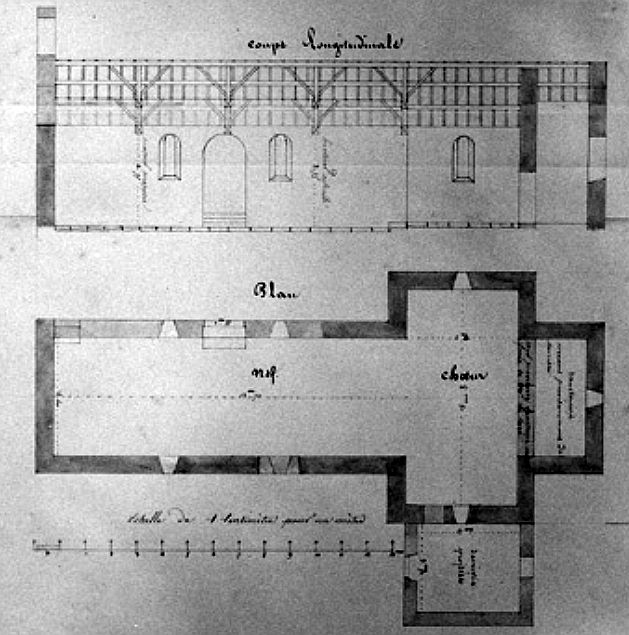
Längsschnitt und Grundriss der Kirche

Das Priorat St-Médard (französisch: Prieuré de Saint-Médard) ist ein ehemaliges Priorat der Augustiner-Chorherren in Saint-Médard (Département Deux-Sèvres) in der Region Nouvelle-Aquitaine in Frankreich. Das Priorat ist eingetragen im Verzeichnis des kulturellen Erbes Frankreichs.

## Geschichte
Die älteste Erwähnung der Kirche stammt aus dem 13. Jahrhundert, die erhaltenen Prioratsgebäude werden durch die französische Denkmälerverwaltung in Teilen noch dem späten Mittelalter zugeschrieben. Das Hauptgebäude wurde um 1833 umgebaut. Der Turm des Hauses neben dem noch erhaltenen Hauptportal zur Straße trägt die Jahreszahl 1764. Das Innere der Kirche wurde zwischen 1751 und 1756 restauriert. Im Zuge der Französischen Revolution wurde das Priorat aufgehoben und 1798 als Nationaleigentum verkauft. 1839 wurden Kirche und Pfarrhaus dem Ort geschenkt. Um 1850 wurde die Kirche durch den Architekten Antoine Bizard aus Melle einer grundlegenden Restaurierung unterzogen. In der zweiten Hälfte des 20. Jahrhunderts wurde die Kirche als Gottesdienstort aufgegeben und verfiel seitdem zur Ruine.
Die heute nur noch als Ruine erhaltene Kirche wurde auf dem Grundriss eines lateinischen Kreuzes errichtet, wobei der obere Kreuzarm als kurze, gerade geschlossene Apsis nur wenig über das Querhaus hinausragt. In der Vierung befand sich auch der Chorraum, da im Osten kein eigenes Chorjoch vorhanden war. Über dem Westgiebel erhebt sich ein schlichter Glockendachreiter.